# Ford Foundation

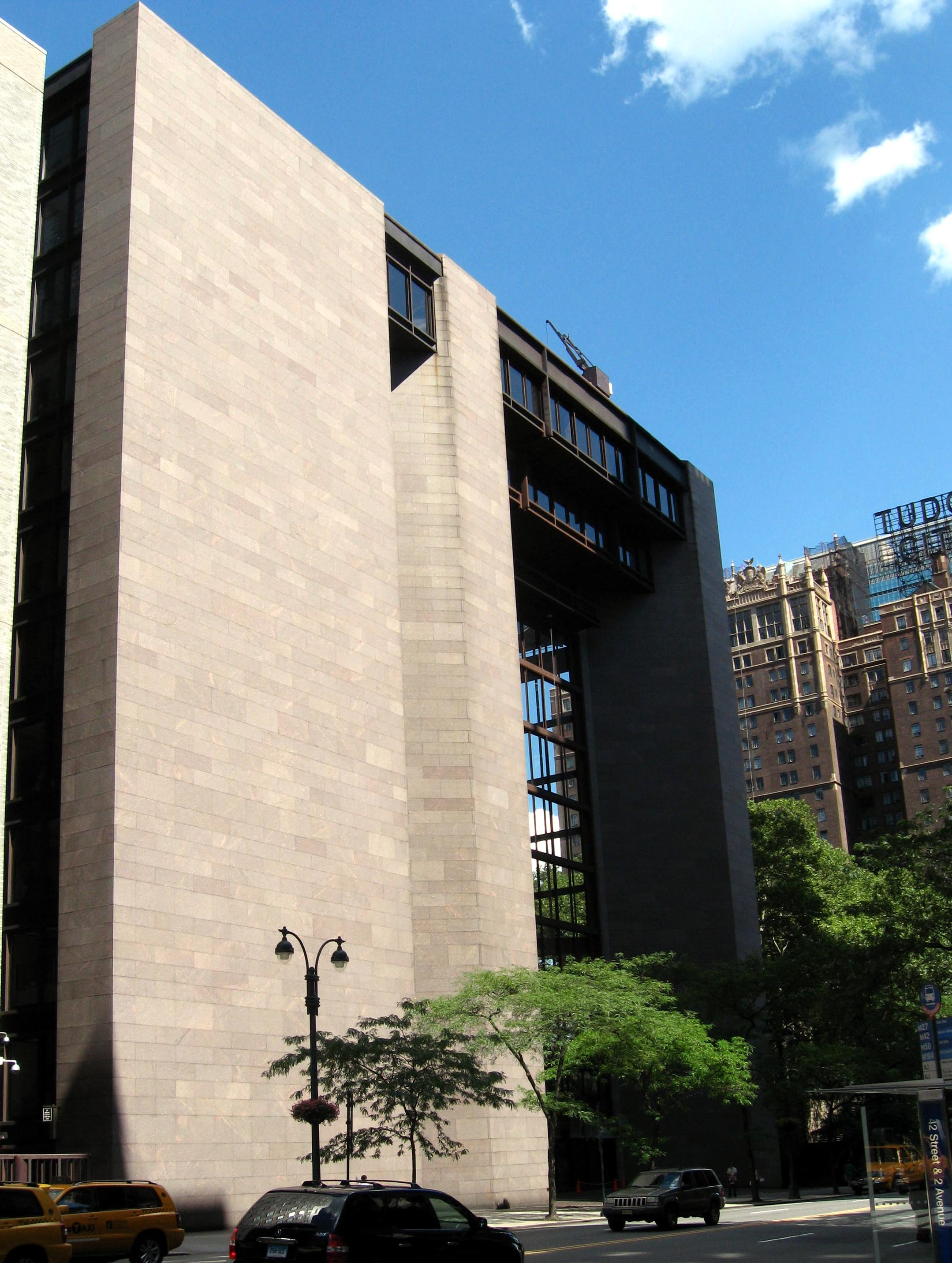
Hauptsitz der Ford Foundation in New York City (2008)

Die Ford Foundation (deutsch: Ford-Stiftung) ist eine US-amerikanische Stiftung, deren Ziele die Verbreitung der Demokratie, die Reduzierung der Armut und die Förderung der internationalen Verständigung sind. Sie wurde am 15. Januar 1936 mit Zuwendungen des Industriellen Henry Ford und seinem Sohn Edsel Ford von der Ford Motor Company gegründet. Die Edison Institution und das Henry Ford Hospital waren zu Beginn die größten Empfänger von Stiftungsbeiträgen. Von 1966 bis 1979 wurde sie von McGeorge Bundy geleitet. Unter der Ägide von Franklin A. Thomas hat die Stiftung die Local Initiatives Support Corp. (LISC) erschaffen, dank welcher Projekte in 34 Städten in den USA unterstützt werden. 50'000 Häuser wurden dank der LISC entweder neu erbaut oder renoviert. Das Stiftungsvermögen beträgt rund 16 Milliarden US-Dollar (Stand: 2022).
Neben der Zentrale in New York City gibt es zehn Regionalbüros.

## Geschichte
Die Stiftung wurde am 15. Januar 1936 in Michigan von Edsel Ford (Präsident der Ford Motor Company) und zwei weiteren Führungskräften gegründet. Die Gründung der Stiftung war auch eine Reaktion auf die Steuerreform von 1935, mit der Präsident Franklin D. Roosevelt eine 70-prozentige Steuer auf große Erbschaften einführte. In den ersten Jahren arbeitete die Stiftung in Michigan unter der Leitung von Mitgliedern der Familie Ford und ihren Mitarbeitern und konzentrierte sich hauptsächlich auf Einrichtungen, die mit Henry Ford und seinem Unternehmen in Verbindung standen.
Nach dem Tod von Edsel Ford im Jahr 1943 und Henry Ford im Jahr 1947 übernahm der älteste Sohn von Edsel, Henry Ford II, den Vorsitz der Stiftung. Nach dem Tod der beiden Gründer besaß die Stiftung 90 % der stimmrechtslosen Aktien der Ford Motor Company. Der Stiftungsrat beauftragte daraufhin das Gaither Study Committee, die Zukunft der Stiftung zu planen. Das Komitee unter der Leitung des kalifornischen Rechtsanwalts H. Rowan Gaither empfahl, die Stiftung zu einer internationalen philanthropischen Organisation zu machen, die sich mit breitem Horizont den Problemen der Menschheit widmen sollte. Der Bericht wurde vom Kuratorium der Stiftung gebilligt, das daraufhin beschloss, den Sitz der Stiftung 1953 nach New York City zu verlegen. In der Folgezeit eröffnete die Ford Foundation zahlreiche Standorte im Ausland.
Während des Kalten Krieges war die Ford Foundation an mehreren verdeckten Operationen in Zusammenarbeit mit der US-Regierung beteiligt. Mindestens eine dieser Operationen betraf die Kampfgruppe gegen Unmenschlichkeit, eine von der CIA kontrollierte Gruppe mit Sitz in West-Berlin, die in der Ostzone verschiedene Aufgaben übernahm, darunter die Sammlung von Informationen und Sabotage. Mit der Unterstützung von Eleanor Roosevelt konnte die Ford Foundation davon überzeugt werden, der Kampfgruppe 1950 einen Zuschuss von 150.000 Dollar zu gewähren. Von 1958 bis 1965 war der Vorsitzende der Stiftung John J. McCloy, der 1942 das Office of Strategic Services gegründet hatte, aus dem später die CIA hervorging. McCloy beschäftigte wissentlich zahlreiche Agenten des US-Geheimdienstes in der Stiftung. Die CIA leitete Gelder über die Ford Foundation als Teil ihrer Bemühungen, die Kultur zu beeinflussen. Diese unterstützte auch die geopolitischen Interessen der USA, so bei der Einsetzung Suhartos in Indonesien durch einen Putsch 1965.
In den 1960er und 1970er Jahren gab die Stiftung Geld an staatliche und nichtstaatliche Initiativen zur Verhütung, um die Bevölkerungskontrolle zu unterstützen, und diese Zahlungen erreichte in den letzten 1960er Jahren einen Höchststand von schätzungsweise 169 Millionen Dollar. Bis heute hat die Ford Foundation eine enge Beziehung zu Organisationen wie Planned Parenthood. Zwischen 1969 und 1978 war die Stiftung der größte Geldgeber für die Forschung im Bereich der In-vitro-Fertilisation im Vereinigten Königreich, die dazu führte, dass das erste Baby, Louise Brown, mit dieser Technik geboren wurde. Die Ford Foundation stellte 1,1 Millionen US-Dollar für die Forschung zur Verfügung.
Der Vorstand beschloss, das Portfolio der Stiftung zu diversifizieren, und trennte sich zwischen 1955 und 1974 schrittweise von den umfangreichen Aktien der Ford Motor Company. Diese Veräußerung ermöglichte es Ford, eine Aktiengesellschaft zu werden. Schließlich trat Henry Ford II im Dezember 1976 überraschend von seinem Amt als Treuhänder zurück. In seinem Rücktrittsschreiben begründete er seine Unzufriedenheit mit dem Festhalten der Stiftung an ihren alten Programmen, dem großen Personalbestand und den seiner Meinung nach antikapitalistischen Untertönen in der Arbeit der Stiftung, welche inzwischen eine linksprogressive Ausrichtung hatte.
Viele Jahre lang stand die Stiftung an der Spitze der US-Stiftungen mit dem größten Vermögen und den höchsten jährlichen Spenden. Nach 2000 ist die Stiftung in diesen Listen um einige Plätze zurückgefallen, insbesondere durch die Gründung der Bill and Melinda Gates Foundation. 2013 belegte die Stiftung den zweiten Platz in Bezug auf das Vermögen und den zehnten Platz in Bezug auf das jährliche Spendenaufkommen.
Im Februar 2019 wurde Henry Ford III. in das Kuratorium der Stiftung gewählt und ist damit das erste Mitglied der Familie Ford, das dem Gremium angehört, seit sein Großvater 1976 zurücktrat.

## Tätigkeit
Die Ford Foundation war 1948 an der Gründung des Think Tank RAND Corporation beteiligt. 
1951 gewährte die Stiftung ihren ersten Zuschuss, um die Entwicklung des Public Broadcasting Service (PBS) zu unterstützen, der damals als National Educational Television (NET) bekannt war und 1952 auf Sendung ging. Diese Zuschüsse wurden fortgesetzt, und 1969 gab die Stiftung dem Children's Television Workshop eine Million Dollar, um die Gründung und den Start der Sesamstraße zu unterstützen.
Die Ford Foundation begann in den 1960er Jahren die Bürgerrechtsbewegung in den Vereinigten Staaten zu finanzieren. So finanzierte die Stiftung 1966 das neue Hauptquartier der National Urban League, welche zwischen 1965 und 1970 die größten Spenden von allen Bürgerrechtsorganisationen erhielt. Ab den späten 1960er Jahren und bis in die 1970er Jahre hinein expandierte die Stiftung in den Bereich der Bürgerrechtsklagen und stellte Gelder für Klagen vor Gerichten wegen Bürgerrechtsverletzungen zur Verfügung. Neben afroamerikanischen Gruppen unterstützte die Ford Foundation auch Latino-Gruppen, wie den National Council of La Raza ab 1967.
Gemeinsam mit der Rockefeller-Stiftung legte die Ford Foundation ab den 1960er Jahren die Grundlage für die Grüne Revolution, indem sie landwirtschaftliche Entwicklungsprogramme auf drei Kontinenten finanzierte. Ford und die Rockefeller Foundation richteten dafür Forschungszentren in tropischen Ländern wie Mexiko, Kolumbien, Nigeria und den Philippinen ein.
Im Jahr 1976 half die Stiftung bei der Gründung der Grameen Bank, die Kleinkredite an die arme Landbevölkerung in Bangladesch vergibt. Die Grameen Bank und ihr Gründer Muhammad Yunus wurden 2006 mit dem Friedensnobelpreis für ihre Pionierarbeit im Bereich der Mikrokredite ausgezeichnet.
1987 begann die Stiftung mit der Vergabe von Zuschüssen zur Bekämpfung der AIDS-Epidemie.
Die Ford Foundation hat seit den 1970er Jahren feministische Gruppen und ihren Aktivismus finanziell und materiell unterstützt. Die feminismuskritische Autorin Christina Hoff Sommers warf der Ford Foundation und weiteren Organisationen 2000 in ihrem Buch War on Boys vor, radikale feministische Ideologien zu unterstützen, die Jungen und Männer an den Rand drängen würden.
Die Stiftung ist einer der wichtigsten Geber der Organisation Fairness and Accuracy in Reporting, einer Gruppe zur Beobachtung der Medien. Die Stiftung vergibt auch Stipendien. Zu den ehemaligen Stipendiaten gehören Jack LaSota, Witold Gombrowicz und Kofi Annan.

## Präsidenten
Die Präsidenten der Stiftung sind oder waren:
- Edsel Ford (Gründer) 1936–1943
- Henry Ford II 1943–1950
- Paul G. Hoffman 1950–1953
- H. Rowan Gaither 1953–1956
- Henry T. Heald 1956–1965
- McGeorge Bundy 1966–1979
- Franklin Thomas 1979–1996
- Susan Berresford 1996–2007
- Luis Ubiñas 2008–2013
- Darren Walker 2013–